# When Computers Were Human
When computers were human (quan les computadores eren humanes) és un llibre històric fet pel professor de ciència David Alan Grier. El llibre va ser publicat per la Universitat de Princeton el 16 de novembre de 2007, i no trobem cap edició traduïda al català.
Comença amb la història de la seva pròpia àvia, que es va formar com a computadora humana. David Alan Grier ofereix una introducció commovedora al món més ampli de dones i homes que van fer el feixuc treball computacional de la ciència. El comentari informal de la seva àvia: "M'agradaria haver fet servir el meu càlcul", deixava entreveure una carrera ajornada i una educació oblidada, una vida secreta sense valorar; com moltes dones educades de la seva generació, va estudiar per convertir-se en una computadora humana perquè res més li oferiria un lloc al món científic.
Va ser guardonat amb el premi de 2006 Book Award in Computers/Internet de Independent Publisher Book Awards.

## Sinopsi
El llibre parla sobre com abans de Palm Pilots i iPods, PC i ordinadors portàtils, el terme "ordinador" es referia a les persones que feien càlculs científics a mà. Aquests treballadors no eren ni genis calculadors ni savis, sinó persones ben informades que, en altres circumstàncies, podrien haver sigut científics. When Computers Were Human representa en profunditat aquesta època poc coneguda de 200 anys en la història de la ciència i la tecnologia.
És la història lírica d'uns treballadors van fer el treball dur del càlcul de la investigació amb l'esperança de poder formar part de la comunitat científica. Al final, van ser premiats amb una nova màquina electrònica que va ocupar el lloc i el nom dels que van ser, abans, els ordinadors.
Comença amb el retorn del cometa de Halley el 1758 i l'esforç de tres astrònoms francesos per calcular la seva òrbita. Acaba quatre cicles més tard, amb un ordinador electrònic UNIVAC projectant l'òrbita de 1986. Entremig, Grier ens parla dels aparelladors de la Revolució Francesa, descriu les màquines calculadores de Charles Babbage i guia el lector a través de la Gran Depressió per meravellar-se davant la sala d'informàtica gegant de l'Administració de Progrés de les obres.